# چرنی وراه (استان بورگاس)
چرنی وراه (به بلغاری: Cherni Vrah) یک منطقهٔ مسکونی در بلغارستان است که در کامنو واقع شده‌است.